# Afanasij Bytjkov
Afanasij Fjodorovitj Bytjkov (ryska: Афанасий Фёдорович Бычков), född 27 december (gamla stilen: 15 december) 1818 i Fredrikshamn, Storfurstendömet Finland, Kejsardömet Ryssland 
, död 14 april (gamla stilen: 2 april) 1899, var en rysk historiker och arkeolog.
Bytjkov, vars far var generallöjtnant, invaldes 1844 i den så kallade arkeografiska kommissionen, vars lärda publikationer han redigerade, samt fick anställning såsom arkivarie i kejserliga biblioteket.
År 1882 blev han bibliotekets direktör och var president vid arkeologiska kongressen i Moskva 1890. År 1855 hade han blivit korresponderande ledamot av ryska vetenskapsakademien och 1866 ordinarie ledamot.
Bland hans många historiska skrifter märks särskilt publiceringen av Peter den stores korrespondens, resultatet av nära tjuguårig forskning (tre omfattande band 1887-93).